# Lorena Wiebes

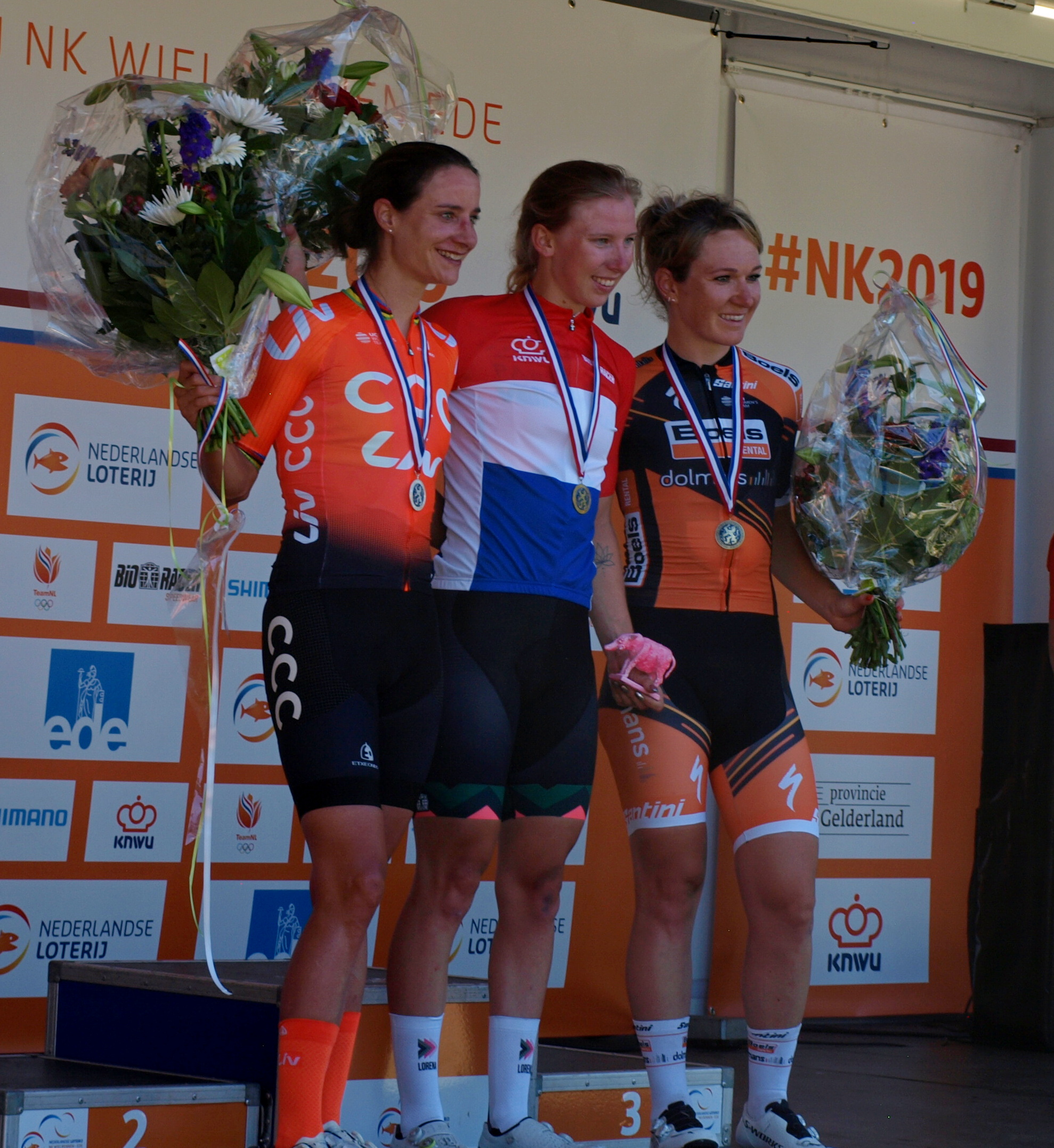
Wiebes won het NK in 2019.

Lorena Wiebes (Mijdrecht, 17 maart 1999) is een Nederlandse wielrenster, die sinds 2023 rijdt bij het Nederlandse Team SD Worx.
In 2019 werd ze Nederlands kampioene en won ze de wegrit tijdens de Europese Spelen 2019 in Minsk.

## Algemeen
Vanaf 2018 reed ze voor Parkhotel Valkenburg. In juni 2018 verlengde ze bij haar ploeg voor drie jaar, tot en met 2021. Ondanks dit contract, wilde ze voor het seizoen 2020 dit team verlaten. De ploeg hield haar echter aan haar nog lopende contract en spande een kort geding aan. Zo ver kwam het niet, want beide partijen kwamen tot een schikking, waarin werd besloten dat Wiebes het voorjaar van 2020 nog voor Parkhotel Valkenburg zou rijden en per 1 juni van ploeg mocht wisselen. Ze vervolgde haar carrière bij Team Sunweb, dat in 2021 van naam veranderde tot Team DSM. Alhoewel ze nog een jaar bij DSM zou rijden, maakte ze gebruik van een clausule in haar contract, waardoor ze in 2023 overstapt naar Team SD Worx.
In 2016 werd Wiebes Nederlands kampioene op de weg bij de junioren. In 2017 werd ze Europees kampioene op de weg, eveneens bij de junioren. Ze won in dat jaar ook de juniorenwedstrijden van de Trofeo Alfredo Binda en de Healthy Ageing Tour. Ook behaalde ze ereplaatsen in o.a. Gent-Wevelgem. In haar eerste profjaar won ze de 7-Dorpenomloop Aalburg, de Omloop van de IJsseldelta en de Parel van de Veluwe. Tijdens het Europees kampioenschap in Glasgow werd ze uitgespeeld als kopvrouw, maar toen de laatste vluchters met o.a. Anna van der Breggen waren teruggepakt, zat Wiebes in de finale te ver achter haar lead-out Marianne Vos, die uiteindelijk zelf naar de tweede plaats sprintte.
Wiebes kende haar definitieve doorbraak in 2019, met winst op het Nederlands kampioenschap in Ede en op de Europese Spelen in Minsk. Op het hoogste niveau won ze de RideLondon Classique (na declassering van Kirsten Wild), drie etappes en alle klassementen in de Ronde van Chongming, een etappe in de Ladies Tour of Norway en twee etappes en het punten- en jongerenklassement in de Boels Ladies Tour. Mede door diverse ereplaatsen in Brugge-De Panne en Gent-Wevelgem, behaalde ze genoeg punten om als tweede te eindigen in het individueel klassement van de World Tour en tevens de blauwe jongerentrui te winnen. Met in totaal 15 overwinningen stond ze na het seizoen bovendien op nummer één van de UCI-wereldranglijst. Op 1 maart won ze de Omloop van het Hageland. Vanwege de uitbraak van de coronapandemie werden alle volgende wedstrijden uitgesteld, waardoor dit haar laatste wedstrijd voor Parkhotel Valkenburg was voordat ze per 1 juni de ploeg verliet.
In oktober 2024 werd Wiebes Nederlands kampioene gravel en deed ze voor het eerst mee aan de wereldkampioenschappen baanwielrennen. In het Deense Ballerup won zij overtuigend de wereldtitel op het onderdeel scratch.

## Palmares

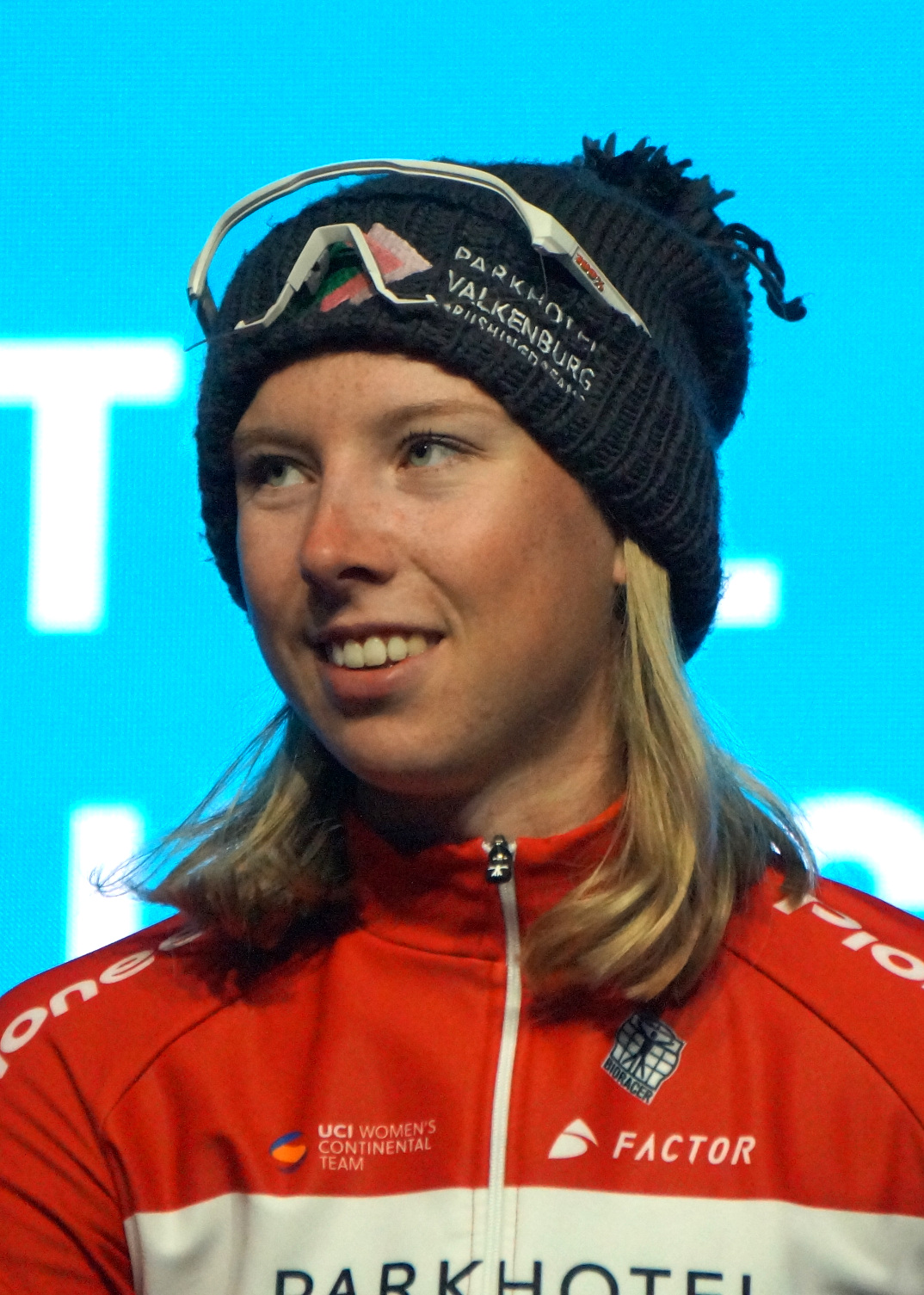
Lorena Wiebes in 2020

### Baan
| Jaar        | NK                                                                 | EK               | WK          | Overige     |
| Als juniore | Als juniore                                                        | Als juniore      | Als juniore | Als juniore |
| ----------- | ------------------------------------------------------------------ | ---------------- | ----------- | ----------- |
| 2016        | scratch · sprint · 500m tijdrit                                    |                  |             |             |
| Als elite   |                                                                    |                  |             |             |
| 2017        | scratch                                                            |                  |             |             |
| 2018        | omnium · scratch                                                   |                  |             |             |
| 2019        | scratch · keirin                                                   |                  |             |             |
| 2020        |                                                                    |                  |             |             |
| 2021        |                                                                    |                  |             |             |
| 2022        | afvalkoers · omnium · scratch · koppelkoers · ploegenachtervolging |                  |             |             |
| 2023        | afvalkoers · scratch · koppelkoers · puntenkoers                   |                  |             |             |
| 2024        | omnium · puntenkoers · scratch · koppelkoers · afvalkoers          |                  | scratch     |             |
| 2025        |                                                                    | omnium · scratch |             |             |

### Gravel
2021
 NK Gravel
2022
 NK Gravel
2024
 NK Gravel
 WK Gravel

### Weg

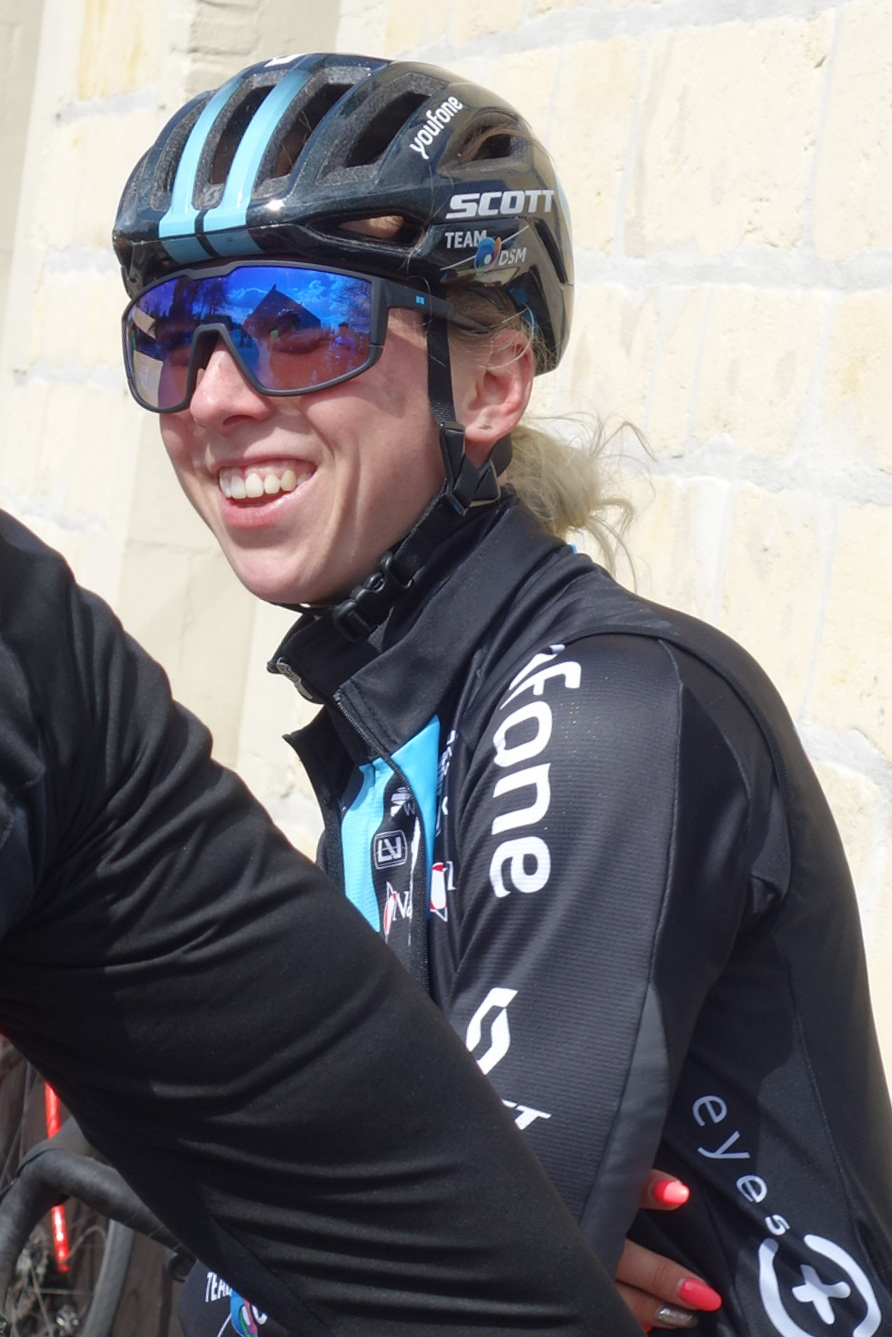
Lorena Wiebes in 2022

Junioren
2016
 Nederlands kampioene op de weg
2017
Piccolo Trofeo Da Moreno
 Gent-Wevelgem
1e en 3e etappe Healthy Ageing Tour
Eind- en puntenklassement Healthy Ageing Tour
 Nederlands kampioenschap op de weg
 Europees kampioene op de weg
Elite
2018
7-Dorpenomloop Aalburg
Omloop van de IJsseldelta
Parel van de Veluwe
GP Sofie Goos
2e etappe deel A BeNe Ladies Tour
Puntenklassement BeNe Ladies Tour
2019
Nokere Koerse
 Jongerenklassement Healthy Ageing Tour
Omloop van Borsele
1e etappe Ronde van Yorkshire
1e, 2e en 3e etappe Ronde van Chongming (WWT)
 Eind-, punten- en jongerenklassement Ronde van Chongming
SPAR Flanders Diamond Tour
 wegwedstrijd Europese Spelen
 Nederlands kampioene op de weg, Elite
3e etappe BeNe Ladies Tour
 Puntenklassement BeNe Ladies Tour
Prudential RideLondon Classique (WWT)
1e etappe Ladies Tour of Norway (WWT)
 Jongerenklassement Ladies Tour of Norway
1e en 2e etappe Boels Ladies Tour (WWT)
 Punten- en jongerenklassement Boels Ladies Tour
2020
Omloop van het Hageland
GP Euromat
Driedaagse Brugge-De Panne (WWT)
1e etappe Madrid Challenge
 Jongerenklassement Madrid Challenge
2021
Scheldeprijs
Proloog Festival Elsy Jacobs
GP Eco-Struct
2e en 6e etappe Ronde van Thüringen
Dwars door de Westhoek
SPAR Flanders Diamond Tour
1e etappe Lotto Belgium Tour
 Jongerenklassement Lotto Belgium Tour
5e en 8e etappe Ronde van Italië
4e etappe The Women's Tour
Ronde van Drenthe
2022
GP Oetingen
Ronde van Drenthe
Nokere Koerse
Scheldeprijs
1e, 2e en 3e etappe RideLondon Classique
Eind- en puntenklassement RideLondon Classique
2e en 3e etappe The Women's Tour
1e, 2e, 3e (deel A) en 4e etappe Baloise Ladies Tour
Punten- en tussensprintklassement Baloise Ladies Tour
1e en 5e etappe Tour de France Femmes
 Europees kampioene op de weg
1e en 2e etappe Simac Ladies Tour
Eind- en puntenklassement Simac Ladies Tour
2e etappe AG Tour de la Semois
Binche-Chimay-Binche
2023
2e etappe Ronde van de Verenigde Arabische Emiraten
Omloop van het Hageland
Ronde van Drenthe
Scheldeprijs
1e en 3e etappe Ronde van Burgos
Puntenklassement Ronde van Burgos
Ridderronde Maastricht
1e (TTT) en 5e etappe Ronde van Thüringen
3e etappe Ronde van Italië
3e etappe Tour de France
1e en 3e etappe Ronde van Scandinavië
5e etappe Simac Ladies Tour
Puntenklassement Simac Ladies Tour
 Europees kampioenschap, wegwedstrijd
2024
1e en 2e etappe Ronde van de Verenigde Arabische Emiraten
Puntenklassement Ronde van de Verenigde Arabische Emiraten
GP Oetingen
Ronde van Drenthe
Gent-Wevelgem
Scheldeprijs
3e etappe Ronde van Burgos
1e, 2e en 3e etappe RideLondon Classique
Eind- en puntenklassement RideLondon Classique
3e etappe Ronde van Groot-Brittannië
Proloog, 1e, 3e (deel A en B) en 4e etappe Baloise Ladies Tour
Eind- en puntenklassement Baloise Ladies Tour
 Europees kampioen op de weg
2e, 3e en 5e etappe Simac Ladies Tour
 Puntenklassement Simac Ladies Tour
2025
1e, 2e en 4e etappe Ronde van de Verenigde Arabische Emiraten
Puntenklassement Ronde van de Verenigde Arabische Emiraten
Le Samyn
Milaan-San Remo
Classic Brugge-De Panne
Gent-Wevelgem
1e etappe Ronde van Burgos
4e etappe Ronde van Groot-Brittannië
Dwars door het Hageland
Copenhagen Sprint
 Nederlands kampioene op de weg
3e en 5e etappe Ronde van Italië
Puntenklassement Ronde van Italië
3e en 4e etappe Ronde van Frankrijk
Puntenklassement Ronde van Frankrijk

### Resultaten in voornaamste wedstrijden
| Jaar | Ronde van Italië | Ronde van Frankrijk | Ronde van Spanje |
| ---- | ---------------- | ------------------- | ---------------- |
| 2018 |                  |                     | 34e              |
| 2019 |                  |                     |                  |
| 2020 |                  |                     | ↑ (1)            |
| 2021 | 48e (2)          |                     |                  |
| 2022 |                  | opgave (2)          |                  |
| 2023 | opgave (1)       | opgave (1)          |                  |
| 2024 |                  | 62e                 |                  |
| 2025 | 61e (2)          | 57e (2)             |                  |

| Jaar | Milaan-San Remo | Gent-Wevelgem | Ronde van Vlaanderen | Parijs-Roubaix | Amstel Gold Race | Nokere Koerse | Scheldeprijs | Omloop van het Hageland |
| ---- | --------------- | ------------- | -------------------- | -------------- | ---------------- | ------------- | ------------ | ----------------------- |
| 2018 |                 |               |                      |                | opgave           |               |              | 11e                     |
| 2019 |                 | ↑             |                      |                | 24e              | ↑             |              | 18e                     |
| 2020 |                 | 11e           |                      |                |                  |               |              | ↑                       |
| 2021 |                 | 62e           |                      | opgave         | opgave           | 5e            | ↑            | Brons                   |
| 2022 |                 | opgave        | opgave               | 45e            |                  | ↑             | ↑            |                         |
| 2023 |                 | opgave        | 14e                  |                |                  | ↑             | ↑            |                         |
| 2024 |                 | ↑             | 11e                  |                | ↑                | ↑             | ↑            |                         |
| 2025 | ↑               | ↑             | 17e                  | ↑              | 6e               |               |              |                         |

### Resultaten in overige rondes
| Jaar | Ronde van de Verenigde Arabische Emiraten | Ronde van Burgos | Wielerweek van Valencia | Ronde van Chongming | RideLondon Classique | Festival Elsy Jacobs | Ronde van Thüringen | Ronde van Scandinavië | Simac Ladies Tour | Ronde van Groot-Brittannië |
| ---- | ----------------------------------------- | ---------------- | ----------------------- | ------------------- | -------------------- | -------------------- | ------------------- | --------------------- | ----------------- | -------------------------- |
| 2018 |                                           |                  |                         |                     |                      |                      |                     |                       | 49e               |                            |
| 2019 |                                           |                  |                         | ↑ (3)               |                      |                      |                     | 5e (1)                | (2)               |                            |
| 2021 |                                           |                  |                         |                     |                      | opgave (1)           | 29e (2)             |                       | opgave            | 49e (2)                    |
| 2022 |                                           |                  | 86e                     |                     | ↑ (3)                |                      |                     |                       | ↑ (2)             | 32e (3)                    |
| 2023 | 41e (1)                                   | 35e (2)          |                         |                     |                      |                      | ↑ (2)               | 40e (2)               | ↑ (1)             |                            |
| 2024 | 64e (2)                                   | 33e (1)          |                         |                     | ↑ (3)                |                      |                     |                       | 4e (3)            | 10e (1)                    |
| 2025 | 13e (3)                                   | 42e (1)          |                         |                     |                      |                      |                     |                       |                   |                            |

## Ploegen
- 2018 –  Parkhotel Valkenburg
- 2019 –  Parkhotel Valkenburg
- 2020 –  Parkhotel Valkenburg (tot 31 mei)
- 2020 –  Team Sunweb (vanaf 1 juni)
- 2021 –  Team DSM
- 2022 –  Team DSM
- 2023 –  Team SD Worx
- 2024 –  Team SD Worx-Protime
- 2025 –  Team SD Worx-Protime

De Boer · Van der Burg · Buysman · De Gast · Van Gogh · Hoeksma · Raaijmakers · Roberts · De Ruiter · Solovej · Stougje · Uiterwijk Winkel · Van Veen · Wiebes
Adegeest · De Boer · Buysman · Duyck · De Gast · Knetemann · F.Markus · Nagengast · Raaijmakers · De Ruiter · Swinkels · Uiterwijk Winkel · Van der Meer · Van Veen · Vollering · De Vuyst · Wiebes
De Boer · Van der Burg · Buysman · Duyck · De Gast · Van der Hulst · Kasper · Koster · Markus · Nagengast · Nilsson · Raaijmakers · K. Swinkels · S. Swinkels · Van Veen · Vollering · Wiebes
Andersen · Georgi · Henderson · Jackson · Kirchmann · Koch · Labous · Lippert · Mackaij · Mathiesen · Olausson · Rivera · Soek · Wiebes
Andersen · Georgi · Jastrab · Kirchmann · Koch · Labous · Lippert · Mackaij · Olausson · Peperkamp · Rivera · Soek · Wiebes
Barale · Curinier · Georgi · Jastrab · Kirchmann · Koch · Kool · Labous · Lippert · Mackaij · Peperkamp · Uijen · Wiebes
Bredewold · van den Broek-Blaak (zwangerschapsverlof) · Cecchini · Fisher-Black · Frei · Guarischi · Kopecky · Majerus · Markus · Reusser · Schreiber (vanaf 1/3) · Shackley · Uneken · Vas · Vollering · Wiebes
Bredewold  · van den Broek-Blaak · Cecchini · Fisher-Black · Gerritse · Guarischi · Kopecky  · Majerus · Markus · Reusser   · Schreiber · Shackley (tot 16/4) · Uneken · Vas  U23 · Vollering · Wiebes
van Belle (vanaf 29/4) · Bredewold · van der Breggen · van den Broek-Blaak (tot 11/2) · Cecchini · Gerritse · Guarischi · Häberlin · Harvey · J. Kopecký · L. Kopecky  · Lach · Markus · Schneider · Schreiber · Schreurs · Vas · Wiebes 